# 誰も知らない (伊東ゆかりの曲)
「誰も知らない」（だれもしらない）は、1971年10月25日に発売された伊東ゆかりのシングル。

## 解説
- 1960年代に“スパーク3人娘”のひとりとして一世を風靡した伊東は、1970年に渡辺プロダクションから独立、レコード会社も日本コロムビアに移籍して心機一転を図っていたが、セールスは苦戦を強いられていた[1]。元・ベース奏者でマネージャーをつとめていた父親の伊東謙吉は、日音の村上司に「ぜひとも筒美京平作品を歌わせてほしい。」と依頼[1]。同社が原盤を制作することになる。
- 当初伊東は「リズムを強調したアップテンポの曲は、自分に合わないのでは…。」と難色を示していたが、村上は「マイナーなメロディーをアップビートに乗せた曲をロングドレスで歌うのがイメージの一新につながる。」と説得し、伊東も納得[1]。赤坂ミュージック・スタジオで行われたレコーディングは、歌入れをテイク1で終え完成させる[1]。
- 本作はオリコンチャート週間最高9位と、『知らなかったの』（1969年）以来、約2年ぶりにTOP10入りするヒットを記録[2]。さらに1971年大晦日の第22回NHK紅白歌合戦にも、本作にて9回目の出場を果たした。

## 収録曲
- 全曲作詞：岩谷時子／作曲・編曲：筒美京平

1. 誰も知らない [02:34]
2. よせばいいのに [03:09]

## 収録アルバム
- 旅 (#1)
- ふたたび愛を〜伊東ゆかり・筒美京平 Love Sounds  (#1、#2)

## カバー
- 篠ヒロコ（1972年） - アルバム『デラックス-第2集』収録。
- 朱里エイコ（1972年） - アルバム『これから始まるなにか〜Passionately S.EIKO』収録。
- 水沢アキ（1973年） - アルバム『娘ごころ』収録。
- 南沙織（1974年） - アルバム『20才』収録。
- 麻丘めぐみ（1974年） - アルバム『グランド・デラックス』収録。
- 麻生よう子（1975年） - アルバム『愛は手さぐり/片隅のふたり』収録。
- 浅野ゆう子（1977年） - アルバム『ぽつりぽつり』収録。
- メル・テイラー・ダイナマイト（1972年） - アルバム『太陽・海・愛』収録。